# Texte und Untersuchungen zur Geschichte der altchristlichen Literatur

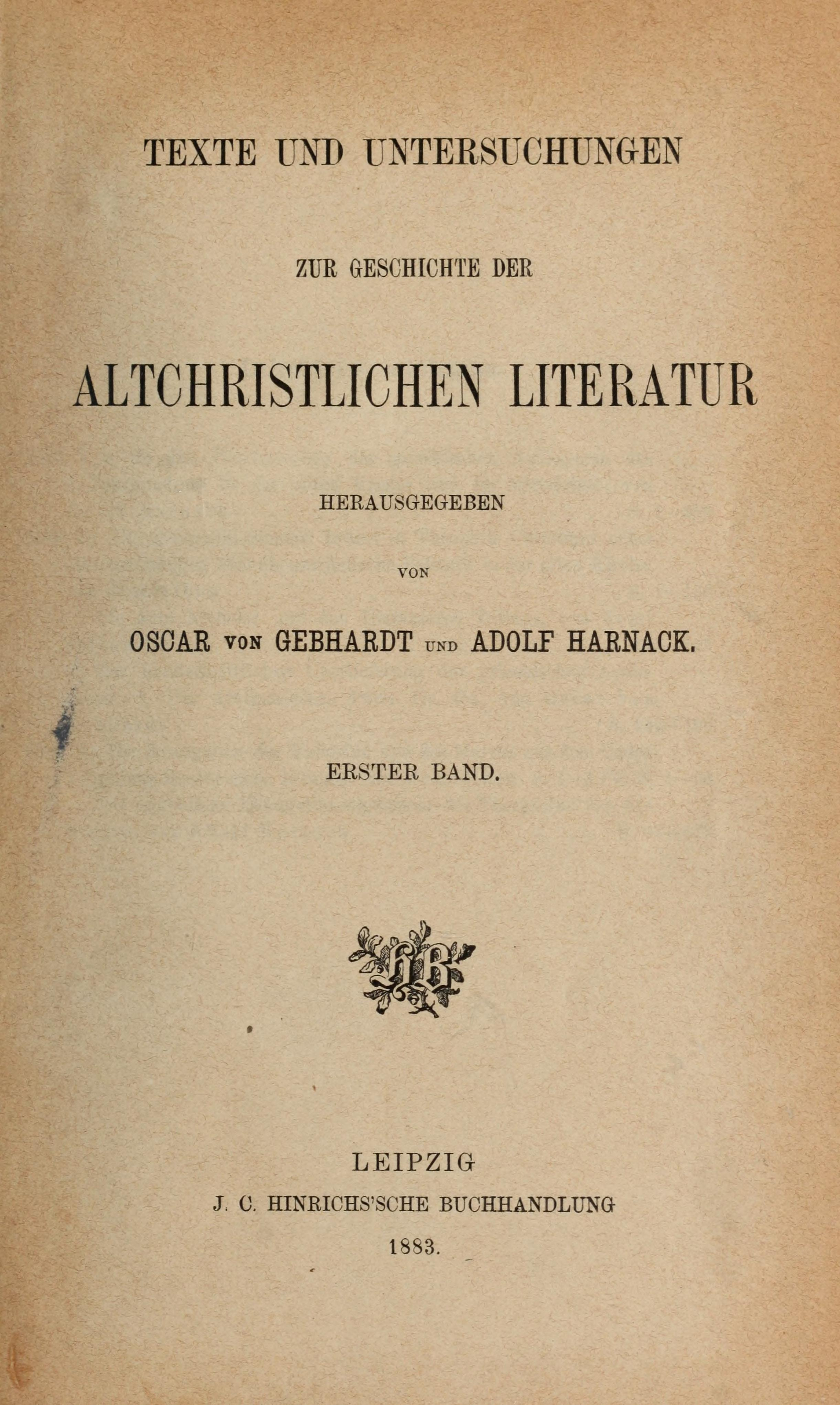
Titelblatt des 1. Bandes

Texte und Untersuchungen zur Geschichte der altchristlichen Literatur, kurz Texte und Untersuchungen (abgekürzt TU), ist der Name einer wissenschaftlichen kirchengeschichtlichen Publikationsreihe, die 1882 von Adolf Harnack zusammen mit Oscar von Gebhardt gegründet wurde.
Der erste Band erschien 1883. Zitiert wird TU, Nummer des Bands, mit Komma das Heft, z. B. TU 12, 2 für das zweite Heft des zwölften Bandes. Anfangs erfolgte üblicherweise die Lieferung ungefähr in vier Heften jährlich, die zusammen einen Band bilden. Die Publikationsdichte nahm zur Wende auf das 20. Jahrhundert zu, so dass teilweise mehrere Bände gleichzeitig nebeneinander erschienen. Einige Werke erschienen zunächst als eigenständige Publikationen, wurden aber später in diese Reihe aufgenommen, so dass einzelne Beiträge ein vom Band unterschiedliches Publikationsjahr haben. Die einzelnen Beiträge variieren in der Länge von kurzen Aufsätzen bis hin zum Umfang von Monographien mit eigenen Registern und Anhängen, so dass man teilweise auch von einer Monographiereihe sprechen kann. Die zweite Folge unterstützte die Publikation von Ergebnissen der Forschung der Kirchenväter-Kommission, der Harnack vorstand.
Die Ausgaben von 1883 bis 1941 wurden vom Verlag Hinrichs in Leipzig verlegt, teilweise auch von der Preußischen Akademie der Wissenschaften in Berlin, seit 1942 vom Verlag De Gruyter.

## Herausgeber
Die Gründer und ersten Herausgeber der Reihe waren Adolf Harnack und Oscar von Gebhardt, es folgten Carl Schmidt, Erich Klostermann und Walther Eltester. Ab der 5. Reihe, die im Berliner Akademie-Verlag herauskam, war Kurt Aland Mitherausgeber. Die Reihe wird in den letzten Jahren fortgesetzt im Auftrag der Berlin-Brandenburgischen Akademie der Wissenschaften mit Christoph Markschies als Herausgeber. Bis 2021 erschienen 191 Bände.

## Erste Folge, Band 1 bis 15
- Band 1: 1883. Textarchiv – Internet Archive.
  - Adolf Harnack: Die Überlieferung der griechischen Apologeten des 2. Jahrhunderts in der Alten Kirche und im Mittelalter.
  - Adolf Harnack: Die Altercatio Simonis Iudaei et Theophili Christiani nebst Untersuchungen über die antijüdische Polemik in der alten Kirche.
  - Adolf Harnack: Die Acta Archelai und das Diatessaron Tatians.
  - Oscar von Gebhardt: Zur handschriftlichen Überlieferung der griechischen Apologeten. 1. der Arethascodex, Paris Gr. 451.
  - Oscar von Gebhardt: Die Evangelien des Matthäus und des Marcus aus dem Codex Purpureus Rossanensis, herausg.
  - Adolf Harnack: Der angebliche Evangeliencommentar des Theophilus von Antiochien.
- Band 2: 1886. Textarchiv – Internet Archive.
  - Adolf Harnack: Die Lehre der Zwölf Apostel nebst Untersuchungen zur ältesten Geschichte der Kirchenverfassung und des Kirchenrechts. Anhang: Ein übersehenes Fragment der Διδαχή in alter lateinischer Übersetzung, mitgetheilt von Oscar von Gebhardt.
  - Eberhard Vischer: Die Offenbarung Johannis als eine jüdische Apokalypse in christlicher Bearbeitung nachgewiesen von Eberhard Vischer mit einem Nachwort von Adolf Harnack.
  - Albert Jahn: Des h. Eustathius, Erzbischofs von Antiochien, Beurteilung des Origenes, betreffend die Auffassung der Wahrsagerin I. Kön. (Sam) 28, und die bezügliche Homilie des Origenes, aus der Münchener Hds. 331 ergänzt und verbessert, mit kritischen und exegetischen Anmerkungen.
  - Adolf Harnack: Die Quellen der sogenannten apostolischen Kirchenordnung nebst einer Untersuchung über den Ursprung des Lectorats und anderen niederen Weihen.
- Band 3: 1888. Textarchiv – Internet Archive.
  - Friedrich Loofs: Leontius von Byzanz und die gleichnamigen Schriftsteller der griechischen Kirche. 1. Buch das Leben und die polemischen Werke des Leontius von Byzanz.
  - Georg Bert: Aphrahat’s, des persischen Weisen, Homilien. Aus dem Syrischen übersetzt und erläutert.
  - Adolf Harnack: Die Acten des Karpus, des Papylus und der Agathonike, eine Urkunde aus der Zeit M. Aurel’s.
- Band 4: 1888–1893. Textarchiv – Internet Archive.
  - Eduardus Schwartz: Tatiani Oratio ad Graecos.
  - Eduardus Schwartz: Athenagorae libellus pro Christianis. Oratio de resurrectione cadaverum.
  - Edgar Hennecke: Die Apologie des Aristides.
- Band 5: 1889. Textarchiv – Internet Archive.
  - Adolf Harnack: Der pseudocyprianische Tractat de aleatoribus, die älteste lateinische christliche Schrift, ein Werk des römischen Bischofs Victor I (saec. II.).
  - Ernst Noeldechen: Die Abfassungszeit der Schriften Tertullians.
  - Carl de Boor: Fragmente des Papias, Hegesippus und Pierius.
  - Rudolf Handmann: Das Hebräerevangelium.
  - Alfred Resch: Agrapha. Aussercanonische Evangelienfragmente gesammelt und untersucht.
  - Anhang: Das Evangelienfragment von Fajum von Adolf Harnack.
- Band 6: 1889–1891. Textarchiv – Internet Archive.
  - Paul Koetschau: Die Textüberlieferung der Bücher des Origenes gegen Celsus. Prolegomena zu einer kritischen Ausgabe.
  - Johannes Werner: Der Paulinismus des Irenäus.
  - Hans Staehelin: Die gnostischen Quellen Hippolyts in seiner Hauptschrift gegen die Häretiker.
  - Adolf Harnack: Sieben neue Bruchstücke der Syllogismen des Apelles.
  - Adolf Harnack: Die Gwynn’schen Cajus- und Hippolytusfragmente.
  - Hans Achelis: Die ältesten Quellen des orientalischen Kirchenrechtes. Erstes Buch: die Canonens Hippolyti.
- Band 7: 1892. Textarchiv – Internet Archive.
  - Bernhard Weiss: Die Johannes-Apokalypse. Textkritische Untersuchungen und Textherstellung.
  - Adolf Harnack: Ueber das gnostische Buch Pistis-Sophia.
  - Adolf Harnack: Brod und Wasser: die eucharistischen Elemente bei Justin.
  - Johannes Dräseke: Apollinarios von Laodicea. Sein Leben und seine Schriften. Nebst einem Anhang: Apollinarii Laodiceni quae supersunt dogmatica.
- Band 8: 1892. Textarchiv – Internet Archive.
  - Carl Schmidt: Gnostische Schriften in koptischer Sprache aus dem Codex Brucianus, herausgegeben, übersetzt und bearbeitet.
  - Bernhard Weiss: Die katholischen Briefe. Textkritische Untersuchungen und Textherstellung
  - Adolf Harnack: Die griechische Übersetzung des Apologeticus Tertullians.
  - Adolf Harnack: Medicinisches aus der ältesten Kirchengeschichte.
- Band 9: 1893. Textarchiv – Internet Archive.
  - Ludwig Hallier: Untersuchungen über die Edessenische Chronik. Mit dem syrischen Text und einer Übersetzung herausgegeben.
  - Richard Raabe: Die Apologie des Aristides. Aus dem Syrischen übersetzt und mit Beiträgen zur Textvergleichung und Anmerkungen herausgegeben.
  - Adolf Harnack: Bruchstücke des Evangeliums und der Apokalypse des Petrus. (2. verbesserte und erweiterte Ausgabe)
  - Bernhard Weiss: Die Apostelgeschichte. Textkritische Untersuchungen und Textherstellungen.
- Band 10: 1897. Textarchiv – Internet Archive.
  - Alfred Resch: Aussercanonische Paralleltexte zu den Evangelien, Gesammelt und untersucht. Erster Theil, Textkritische und Quellenkritische Grundlegungen, Paralleltexte zu Matthäus und Marcus.
  - Alfred Resch: Zweiter Theil, Paralleltexte zu Lucas. Textarchiv – Internet Archive.
- Band 11: 1894. Textarchiv – Internet Archive.
  - Ernst von Dobschütz: Das Kerygma Petri kritisch untersucht.
  - Hans Achelis: Acta SS Nerei et Achillei. Text und Untersuchung.
  - Ernst Rolffs: Das Indulgenz-Edict des römischen Bischofs Kallist. Kritisch untersucht und reconstruiert.
  - Willhelm Bousset: Textkritische Studien zum Neuen Testament.
- Band 12: 1895. Textarchiv – Internet Archive.
  - Adolf Schlatter: Der Chronograph aus dem zehnten Jahre Antonius.
  - Adolf Harnack: Zur Überlieferungsgeschichte der altchristlichen Litteratur.
  - Ernst Noeldechen. Tertullian’s Gegen die Juden auf Einheit, Echtheit, Entstehung geprüft.
  - Paul Pape: Die Predigt und das Brieffragment des Aristide auf ihre Echtheit untersucht.
  - Eduard Freiherr von der Goltz: Igantius von Antiochien als Christ und Theologe. Eine dogmengeschichtliche Untersuchung.
  - Erich Klostermann: Griechische Excerpte aus Homilien des Origenes.
  - Ernst Rolffs: Urkunden aus dem antimontanistischen Kampfe des Abendlandes. Eine Quellenkritische Untersuchung.
  - Afdolf Harnack: Zur Abercius-Inschrift.
- Band 13: 1895. Textarchiv – Internet Archive.
  - Adolf Harnack: Eine bisher nicht erkannte Schrift des Papstes Sixtus II vom Jahre 257/8.
  - Adolf Harnack: Die Petrusapokalypse in der alten abendländischen Kirche.
  - Adolf Harnack: Patristisches zu Luc. 16,19.
  - Ludwig Emil Iselin: Eine bisher unbekannte Version des ersten Teiles der Apostellehre (Didache). Übersetzt von A. Heusler.[1]
  - Oscar von Gebhardt: Die Psalmen Salomos zum ersten Male mit Benutzung der Athoshandschriften und des Codex Casanatensis herausgegeben. 1895
  - Georg Wentzel: Die griechische Uebersetzung der viri inlustres des Hieronymus. 1895.
  - Adolf Harnack: Das Edict des Antoninus Pius.
  - Adolf Harnack: Eine bisher nicht erkannte Schrift Novatian’s vom Jahre 249/50 [„Cyprian“, de Laude Martyrii]. 1895
- Band 14: 1896. Textarchiv – Internet Archive.
  - Ernest Cushing Richardson: Hieronymus liber de viris inlustribus.
  - Ernest Cushing Richardson: Gennadius liber de viris inlustribus.
  - Oscar von Gebhardt: Hieronymus de viris inlustribus in griechischer Übersetzung. (Der sogenannte Sophronius.)
  - James Hardy Ropes: Die Sprüche Jesu, die in den kanonischen Evangelien nicht überliefert sind.
  - Bernhard Weiss: Textkritik der Paulinischen Briefe.
  - Bruno Violet: Die Palästinischen Märtyrer des Eusebius von Cäsarea.
- Band 15: Mit zwei Registern über Band I–XV. 1897. Textarchiv – Internet Archive
  - Peter Corssen: Monarchianische Prologe zu den vier Evangelien. Ein Beitrag zur Geschichte des Kanons.
  - Emil Theodor Klette: Der Process und die Acta S. Apollonii.[2]
  - Albert Bruckner: Julian von Eclanum. Sein Leben und seine Lehre. Ein Beitrag zur Geschichte des Pelagianismus.
  - Adolf Harnack: Über den dritten Johannesbrief.
  - Wilhelm Anz: Zur Frage nach dem Ursprung des Gnostizismus. Ein religionsgeschichtlicher Versuch.
  - Register zur ersten Reihe Band 1 bis 15. Nach den Verfassern und sachlich geordnet.

## Neue Folge, Band 16 bis 30
Vollständiger Titel: Texte und Untersuchungen zur Geschichte der Altchristlichen Literatur. Archiv für die von der Kirchenväter-Commission der Kgl. Preussischen Akademie der Wissenschaften unternommene Ausgabe der älteren christlichen Schriftsteller. Herausgegeben von Oscar von Gebhardt und Adolf Harnack.
- Neue Folge Band 1 (Band 16): 1897. Textarchiv – Internet Archive.
  - Karl Holl: Die Sacra Parallela des Johannes Damascenus.
  - Nathanael Bonwetsch: Studien zu den Kommentaren Hippolyts zum Buche Daniel und Hohen Liede.
  - Erich Klostermann: Die Überlieferung der Jeremiahomilien des Origenes.
  - Hans Achelis: Hippolytstudien.
- Neue Folge Band 2 (Band 17): 1899. Textarchiv – Internet Archive.
  - Bernhard Weiss: Der Codex D in der Apostelgeschichte. Textkritische Untersuchung.
  - Wilhelm Haller: Iovinianus, die Fragmente seiner Schriften, die Quellen zu seiner Geschichte, sein Leben und seine Lehre.
  - Georg Steindorff: Die Apokalypse des Elias, eine unbekannte Apokalypse und Bruchstücke der Sophonias-Apokalypse. Koptische Texte, Übersetzung und Glossar. Mit einer Doppeltafel im Lichtdruck.
  - Georg Wobbermin: Altchristliche liturgische Stücke aus der Kirche Aegyptens nebst einem dogmatischen Brief des Bischofs Serapion von Thmuis.
  - Ludwig Jeep: Zur Überlieferung des Philostorgios.
  - Eduard Freiherr von der Goltz: Eine textkritische Arbeit des zehnten bezw. sechsten Jahrhunderts, herausgegeben nach einem Kodex des Athosklosters Lawra. Mit einer Doppeltafel in Lichtdruck.
- Neue Folge Band 3 (Band 18): 1899. Textarchiv – Internet Archive.
  - Ernst von Dobschütz: Christusbilder. Untersuchungen zur christlichen Legende.
- Neue Folge Band 4 (Band 19): 1899. Textarchiv – Internet Archive.
  - Carl Erbes: Die Todestage der Apostel Paulus und Petrus und ihre römischen Denkmäler. Kritische Untersuchungen.
  - Adolf Harnack: Der Ketzerkatalog des Bischofs Maruta von Maipherkat.
  - Karl Gerold Goetz: Der alte Anfang und die ursprüngliche Form von Cyprians Schrift Ad Donatum.
  - Bernhard Weiss: Textkritik der vier Evangelien.
  - Eduard Bratke: Das sogenannte Religionsgespräch am Hof der Sasaniden.
  - Adolf Harnack: Drei wenig beachtete Cyprianische Schriften und die „Acta Pauli“.
  - Alfred Stülcken: Athanasiana. Litterar- und dogmengeschichtliche Untersuchungen.
- Neue Folge Band 5 (Band 20): 1901. Textarchiv – Internet Archive.
  - Rudolf Knopf: Der erste Clemensbrief untersucht und herausgegeben.
  - Karl Holl: Fragmente vornicänischer Kirchenväter aus den Sacra parallela herausgegeben.
  - Adolf Harnack: Die Pfaff’schen Irenäus-Fragmente als Fälschungen Pfaff’s nachgewiesen.
  - Adolf Harnack: Miscellen zu den apostolischen Vätern, den Acta Pauli, Apelles, dem Muratorischen Fragment, den Pseudocyprianischen Schriften und Claudianus Mamertus.
  - Carl Schmidt: Plotin’s Stellung zum Gnosticismus und kirchlichen Christentum.
  - Carl Schmidt: Fragmente einer Schrift des Märtyrerbischofs Petrus von Alexandrien.
  - Otto Stählin: Zur Handschriftlichen Überlieferung des Clemens Alexandrinus.
- Neue Folge Band 6 (Band 21): 1901. Textarchiv – Internet Archive.
  - Joseph Sickenberger: Titus von Bostra. Studien zu dessen Lukashomilien.
  - Eberhard Nestle: Die Kirchengeschichte des Eusebius aus dem Syrischen übersetzt.
  - August Urbain: Ein Martyrologium der christlichen Gemeinde zu Rom am Anfang des V. Jahrhundert. Quellenstudien zur Geschichte der römischen Märtyrer.
  - Adolf Harnack: Diodor von Tarsus. Vier pseudojustinische Schriften als Eigentum Diodors nachgewiesen.
- Neue Folge Band 7 (Band 22): 1902. Textarchiv – Internet Archive.
  - Johannes Flemming: Das Buch Henoch. Äthiopischer Text mit Einleitung und Commentar.
  - Oscar von Gebhardt: Passio S. Theclae virginis. Die lateinischen Übersetzungen der Acta Paule et Theclae nebst Fragmenten, Auszügen und Beilagen herausgegeben.
  - Erwin Preuschen: Eusebius’ Kirchengeschichte Buch VI und VII aus dem Armenischen übersetzt.
  - Joseph Sickenberger: Die Lukaskatene des Niketas von Herakleia untersucht.
- Neue Folge Band 8 (Band 23): 1903. Textarchiv – Internet Archive.
  - Johannes Geffcken: Komposition und Entstehungszeit der Oracula Sibyllina.
  - Adolf Harnack: Über verlorene Briefe und Aktenstücke, die sich aus der Cyprianischen Briefsammlung ermitteln lassen.
  - Erich Klostermann: Eusebius’ Schrift περὶ τῶν τοπικῶν ὀνομάτων τῶν ἐν τῇ θεῖᾳ γραφῇ.
  - G. Nathanael Bonwetsch: Hippolyt’s Kommentar zum Hohenlied auf Grund von N. Marr’s Ausgabe des grusinischen Textes herausgegeben.
  - Hugo Gressmann: Studien zu Eusebs Theophanie.
  - Radulph Janssen: Das Johannes-Evangelium nach der Paraphrase des Nonnus Panopolitanus mit einem ausführlichen kritischen Apparat herausgegeben.
- Neue Folge Band 9 (Band 24): 1903. Textarchiv – Internet Archive.
  - Carl Schmidt: Die alten Petrusakten im Zusammenhang der apokryphen Apostellitteratur untersucht. Nebst einem neuentdeckten Fragment.
  - William Wrede: Die Echtheit des zweiten Thessalonicherbriefs.
  - Adolf Harnack: Der pseudocyprianische Traktat de singularitate clericorum, ein Werk des donatischen Bischofs Macrobius in Rom.
  - Adolf Harnack: Die Hypotyposen des Theognost.
  - Adolf Harnack: Der gefälschte Brief des Bischofs Theomas an den Oberkammerherrn Lucian.
  - Hans von Schubert: Der sogenannte Praedestinatus. Ein Beitrag zur Geschichte des Pelagianismus.
- Neue Folge Band 10 (Band 25): 1904. Textarchiv – Internet Archive.
  - Johannes Leipoldt: Schenute von Atripe und die Entstehung des national ägyptischen Christentums.
  - Hans Achelis und Johannes Flemming: Die syrische Didaskalia. [Die ältesten Quellen des oriental. Kirchenrechts, II. Buch]
  - Hans Freiherr von Soden: Die Cyprianische Briefsammlung. Geschichte ihrer Entstehung und Überlieferung. 2 Tabellentafeln.
  - Hans Waitz: Die Pseudoklementinen, Homilien und Rekognitionen. Eine quellenkritische Untersuchung.
- Neue Folge Band 11 (Band 26): 1904. Textarchiv – Internet Archive.
  - G. Nathanael Bonwetsch: Drei georgisch erhaltene Schriften von Hippolytus.
  - Johannes Leipoldt: Saïdische Auszüge aus dem 8. Buch der apostolischen Konstitutionen.
  - Wilhelm Kraatz: Koptische Akten z. ephesinischen Konzil im Jahre 431. Übersetzungen und Untersuchungen
  - Alexander Berendts: Die handschriftliche Überlieferung der Zacharias und Johannes-Apokryphen.
  - Alexander Berendts: Über die Bibliotheken der Meteorischen und Ossa-Olympischen Klöster.
  - Erwand Ter-Minassiantz: Die armenische Kirche in ihren Beziehungen zu den syrischen Kirchen. Bis zum Ende des 13. Jahrhunderts. Nach den armenischen und syrischen Quellen bearbeitet.
- Neue Folge Band 12 (Band 27): 1904. Textarchiv – Internet Archive.
  - Alfred Resch: Der Paulinismus und die Logia Jesu in ihrem gegenseitigen Verhältnis untersucht.
- Neue Folge Band 13 (Band 28): 1905. Textarchiv – Internet Archive.
  - Theodor Schermann: Die Geschichte der dogmatischen Florilegien vom V.-VIII. Jahrhundert.
  - Paul Koetschau: Zur Textkritik von Origenes’ Johannescommentar.
  - Adolf Harnack: Analecta zur ältesten Geschichte des Christentums in Rom.
  - Erich Klostermann: Über das Didymus von Alexandrien in epistolas canonicas enarratio.
  - Gotthold Resch: Das Aposteldecret nach seiner ausserkanonischen Textgestalt untersucht.
  - Adolf Harnack: Der Vorwurf des Atheismus in den drei ersten Jahrhunderten.
  - Karl Schultze: Das Martyrium des heiligen Abo von Tiflis.
  - Friedrich Augar: Die Frau im römischen Christenprocess. Ein Beitrag zur Verfolgungsgeschichte der christlichen Kirche im römischen Staat.
- Neue Folge Band 14 (Band 29): 1906. Textarchiv – Internet Archive.
  - Adolf Bauer: Die Chronik des Hippolytos im Matritensis graecus 121. Nebst einer Abhandlung über den Stadiasmus maris magni von O. Cuntz. Mit einer Abbildung im Text und 5 Tafeln.
  - Eduard Freiherr von der Goltz: Λόγος σωτηρίας πρὸς τὴν παρθένον (de virginitate). Eine echte Schrift des Athanasius.
  - Eduard Freiherr von der Goltz: Tischgebete und Abendmahlsgebet in der altchristlichen und in der griechischen Kirche.
  - Johannes Leipoldt: Didymus der Blinde von Alexandria.
  - Alexander Berendts: Die Zeugnisse vom Christentum im slavischen „De Bello Judaico“ des Josephus.
- Neue Folge Band 15 (Band 30): 1906. Textarchiv – Internet Archive.
  - Otto Seeck: Die Briefe des Libanius, zeitlich geordnet.
  - Alfred Resch: Agrapha. Aussercanonische Schriftfragmente, gesammelt, untersucht und in zweiter völlig neu bearbeiteter, durch alttestamentliche Agrapha vermehrter Auflage herausgegeben. Mit 5 Registern.

## Dritte Reihe, Band 31 bis 45
Die Dritte Reihe wurde von Carl Schmidt und Adolf Harnack herausgegeben. Der Vollständige Titel lautet: Texte und Untersuchungen zur Geschichte der Altchristlichen Literatur. Archiv für die von der Kirchenväter-Commission der Kgl. Preussischen Akademie der Wissenschaften unternommene Ausgabe der älteren christlichen Schriftsteller. Herausgegeben von Adolf Harnack und Carl Schmidt.
- 1. Band der dritten Reihe (Band 31): 1907. Textarchiv – Internet Archive.
  - Irenäus: Des heiligen Irenäus Schrift zum Erweise der apostolischen Verkündigung. Εἰς ἐπίδειξιν ἀποστολικοῦ κηρύγματος. In armenischer Version entdeckt, hrsg. und ins Deutsche übersetzt von Licc. Dr. Karapet Ter-Merkttschian und Erwand Ter-Minassiantz. Mit einem Nachwort und Anmerkungen von Adolf Harnack.
  - G. Nathanael Bonwetsch: Die unter Hippolyts Namen überlieferte Schrift über den Glauben. Nach einer Übersetzung der in einer Schatberder Handschrift vorliegenden georgischen Version.
  - Hugo Koch: Vincenz von Lerin und Gennadius. Ein Beitrag zur Literaturgeschichte des Semipelaginanismus.
  - Hugo Koch: Virgines Christi. Die Gelübde der gottgeweihten Jungfrauen in den ersten drei Jahrhunderten.
  - Theodor Schermann: Propheten und Apostellegenden. Nebst Jüngerkatalogen des Dorotheus und verwandter Texte.
  - Georg Schalkhauser: Zu den Schriften des Makarios von Magnesia.
- 2. Band der dritten Reihe (Band 32): 1908. Textarchiv – Internet Archive.
  - Carl Schmidt: Der erste Clemensbrief in altkoptischer Übersetzung untersucht und herausgegeben von Carl Schmidt. Mit Lichtdruckfaksimile der Handschrift.
  - Bernhard Dombart: Zur Textgeschichte der Civitas Dei Augustins seit dem Entstehen der ersten Drucke.
  - Joseph Bidez: La tradition manuscrite de Sozomène et la tripartite de Théodore le Lecteur.
  - Bernhard Weiss: Die Quellen der synoptischen Überlieferung.
  - Hans Lietzmann: Das Leben des heiligen Symeon Stylites. In Gemeinschaft mit den Mitgliedern des kirchenhistorischen Seminars der Universität Jena bearbeitet. Mit einer deutschen Übersetzung der syrischen Lebensbeschreibung und der Briefe von Heinrich Hilgenfeld.
- 3. Band der dritten Reihe (Band 33): 1909. Textarchiv – Internet Archive.
  - Hans von Soden (Hrsg.): Das lateinische Neue Testament in Afrika zur Zeit Cyprians nach Bibelhandschriften und Väterzeugnissen. Mit Unterstützung des Kgl. preussischen historischen Instituts.
- 4. Band der dritten Reihe (Band 34): 1910. Textarchiv – Internet Archive.
  - Siegmund Hellmann: Pseudo-Cyprianus de XII abusivus saeculi.
  - Joseph Sickenberger: Fragmente der Homilien des Cyrill von Alexandrien zum Lukasevangelium.
  - Ernst Hautsch: Die Evangelienzitate des Origenes.
  - Theodor Schermann: Griechische Zauberpapyri und das Gemeinde- und Dankgebet im I. Klemensbriefe.
  - Walther Reichardt: Die Briefe des Sextus Julius Africanus an Aristides und Origenes.
  - Felix Haase: Zur bardesanischen Gnosis. Literarkritische und dogmengeschichtliche Untersuchungen.
- 5. Band der dritten Reihe (Band 35): 1910. Textarchiv – Internet Archive.
  - Hugo Koch: Cyprian und der römische Primat. Eine Kirchen und dogmengeschichtliche Studie.
  - Irenäus: Gegen die Häretiker. ᾿Έλεγος και ἀνaτροπὴ τῆς ψευδωνύμου γνώσεως. Buch IV und V in armenischer Version entdeckt von Lic. Dr. Karapet Ter-Mekerttschian, hrsg. von Lic. Dr. Erwand Ter-Minassiantz.
  - Bernhard Weiss: Der Hebräerbrief in zeitgeschichtlicher Beleuchtung.
  - Ein Jüdisch-Christliches Psalmbuch aus dem ersten Jahrhundert. [The odes of…Solomon, now first published from the Syriac version by J. Rendel Harris, 1909.] aus dem Syrischen übersetzt von Johannes Flemming, bearbeitet und herausgegeben von Adolf Harnack.
- 6. Band der dritten Reihe (Band 36): 1913. Textarchiv – Internet Archive.
  - H. Joseph Vogels: Die Harmonisitik im Evangelientext des Codex Cantabrigensis. Ein Beitrag zur neutestamentlichen Textkritik.
  - Theodor Schermann: Der liturgische Papyrus von Dêr-Balyzeh. Eine Abendmahlsliturgie des Ostermorgens.
  - Karl Holl: Die handschriftliche Überlieferung des Epiphanius (Ancoratus und Panarion).
  - Hermann Jordan: Armenische Irenaeusfragmente. Mit deutscher Übersetzung nach Dr. W. Lüdtke. Zum Teil erstmalig herausgegeben und untersucht.
  - Ivar A. Heikel: Kritische Beiträge zu den Constantin-Schriften des Eusebius (Eusebius Werke Band I).
- 7. Band der dritten Reihe (Band 37): 1911. Textarchiv – Internet Archive.
  - Alfred Schmidke: Neue Fragmente und Untersuchungen zu den judenchristlichen Evangelien. Ein Beitrag zur Literatur und Geschichte der Judenchristen.
  - Oscar von Gebhardt: Die Akten der edessenischen Bekenner Gurjas, Samina uns Abiboa. Aus dem Nachlass von O. v. G. herausgegeben von Ernst von Dobschütz.
  - Carola Barth: Die Interpretation des Neuen Testaments in der Valentinianischen Gnosis.
  - Adolf von Harnack: Kritik des Neuen Testaments von einem griechischen Philosophen des 3. Jahrhunderts [die im Apocritus des Macarius Magnes enthaltene Streitschrift].
- 8. Band der dritten Reihe (Band 38): 1912. Textarchiv – Internet Archive.
  - Constantin Diobouniotis und N. Beïs: Hippolyts Schrift über die Segnungen Jakobs.
  - Constantin Diobouniotis: Hippolyts Danielkommentar in Handschrift No. 573 des Meteoronklosters. Mit Vorwort von G. Nath. Bonwetsch.
  - August Bill: Zur Erklärung und Textkritik des 1. Buches Tertullians „Adversus Marcionem“.
  - Constantin Diobouniotis, Adolf Harnack: Der Scholienkommentar des Origenes zur Apokalypse Johannis. Nebst einem Stück aus Irenaeus, liber V, graece. Entdeckt und herausgegeben.
  - Ernst von Dobschütz: Das Decretum Gelasianum de libris recipiendis et non recipiendis. In kritischem Text herausgegeben und untersucht.
- 9. Band der dritten Reihe (Band 39): 1913. Textarchiv – Internet Archive.
  - Adolf Harnack: Ist die Rede des Paulus in Athen ein ursprünglicher Bestandteil der Apostelgeschichte?
  - Adolf Harnack: Judentum und Judenchristentum in Justins Dialog mit Trypho, nebst einer Collation der Pariser Handschrift Nr. 459.
  - Richard Ganschinietz: Hippolyts Capitel gegen die Magier. Refut. haer. IV 28–42.
  - Adolf Harnack: Das Leben Cyprians von Pontius. Die erste christliche Biographie.
  - Josef Martin: Studien und Beiträge zur Erklärung und Zeitbestimmung Commodians.
  - Hugo Greßmann: Nonnenspiegel und Mönchsspiegel des Euagrios Pontikos. Zum ersten Male in der Urschrift herausgegeben.
- 10. Band der dritten Reihe (Band 40): 1914. Textarchiv – Internet Archive.
  - Adolf Bretz: Studien und Texte zu Asterios von Amasea.
  - Werner Heintze: Der Clemensroman und seine griechischen Quellen.
  - Georg Walther: Untersuchungen zur Geschichte der griechischen Vaterunser-Exegese.
  - Heinrich Schrörs: Zur Textgeschichte und Erklärung von Tertullians Apologetikum.
- 11. Band der dritten Reihe (Band 41): 1914–1915. Textarchiv – Internet Archive.
  - Franz Wutz: Onomastica Sacra. Untersuchungen zum liber interpretationis nominum hebraicorum des Hl. Hieronymus. 1. Hälfte: Quellen und System der Onomastika. 2. Hälfte: Texte und Register.
- 12. Band der dritten Reihe 1920. Textarchiv – Internet Archive.
  - W. A. Baehrens: Überlieferung und Textgeschichte der lateinisch erhaltenen Origeneshomilien zum Alten Testament.
  - Karl Heussi: Untersuchungen zu Nilus dem Asketen.
  - Adolf von Harnack: Der kirchengeschichtliche Ertrag der exegetischen Arbeiten des Origenes (1. Teil: Hexateuch und Richterbuch).
  - Adolf von Harnack: Die Terminologie der Wiedergeburt und verwandter Erlebnisse in der ältesten Kirche.
  - Adolf von Harnack: Der kirchengeschichtliche Ertrag der exegetischen Artbeiten des Origenes (2. Teil: Die beiden Testamente mit Ausschluss des Hexateuchs und des Richterbuchs).
- 13. Band der dritten Reihe (Band 43): 1919. Textarchiv – Internet Archive.
  - Carl Schmidt: Gespräche Jesu mit seinen Jüngern nach der Auferstehung. Ein katholisch-apostolisches Sendschreiben des 2. Jahrhunderts. Nach einem koptischen Papyrus des Institut de la Mission Archeol. Française au Caire unter Mitarbeit von Herrn Pierre Lacau, derzeitigem Generaldirektor der Ägyptischen Museen. Herausgegeben, übersetzt und untersucht nebst drei Exkursen. Mit Lichtdruck-Faksimile der Handschrift. Übersetzung des äthiopischen Textes von Isaak Wajnberg.
- 14. Band der dritten Reihe (Band 44): 1921–1924. Textarchiv – Internet Archive.
  - Carl Schmidt und Hermann Grapow: Der Benanbrief, eine moderne Leben-Jesu-Fälschung des Herrn Ernst Edler von der Planitz, aufgedeckt von D. Dr. Carl Schmidt, Professor der Theologie an der Universität Berlin unter Mitarbeit von Dr. Hermann Grapow.
  - Nathanael Bonwetsch: Die Bücher der Geheimnisse Henochs, das sogenannte slavische Henochbuch herausgegeben.
  - Otto Bauernfeind: Der Römerbrieftext des Origenes nach dem Codex von der Goltz; (Cod. 184 B 64 des Athosklosters Lawra) / unters. u. hrsg.
  - Adolf von Harnack: Neue Studien zu Marcion.
  - Friedrich Loofs: Paulus von Samosata, eine Untersuchung zur altkirchlichen Literatur- und Dogmengeschichte.
- 15. Band der dritten Reihe (Band 45): 1. Auflage 1921, 2. Auflage 1924. Textarchiv – Internet Archive
  - Adolf Harnack: Marcion: das Evangelium vom fremden Gott; eine Monographie zur Geschichte der Grundlegung der katholischen Kirche.

## Vierte Reihe, Band 46 bis 55
- 1. Band der 4. Reihe (Band 46) 1929–1930
  - Carl Schmidt: Studien zu den Pseudo-Clementinen, nebst einem Anhange: Die älteste römische Bischofsliste und die Pseudo-Clementinen. Textarchiv – Internet Archive
  - [Ernst Jungklaus: Die Gemeinde Hippolyts: dargest. nach seiner Kirchenordnung][3]
  - Friedrich Loofs: Theophilus von Antiochien adversus Marcionem und die anderen theologischen Quellen bei Irenäus. Textarchiv – Internet Archive
- 2. Band der 4. Reihe (Band 47) 1932
  - Carl Schmidt: Nachruf auf Adolf Harnack (Wikisource)
  - Friedrich Gerke: die Stellung des ersten Clemensbriefes innerhalb der Entwicklung der altchristlichen Gemeindeverfassung und des Kirchenrechts.
  - Erich Klostermann, Ernst Benz: Zur Überlieferung der Matthäuserklärung des Origenes.
  - Max Rauer: Form und Überlieferung der Lukas-Homilien des Origenes.
  - Erich Klostermann: Nachlese zur Überlieferung der Matthäuserklärung des Origenes.
- 3. Band der 4. Reihe (Band 48) 1933–1937
  - Martin Blumenthal: Formen und Motive in den apokryphen Apostelgeschichten.
  - Georg Stadtmüller: Eine griechische Übersetzung des italienischen Apokalypsenkommentars von Federigo da Venezia O. P.
  - Wilhelm Frankenberg: Die syrischen Clementinen mit griechischem Paralleltext.
- 4. Band der 4. Reihe (Band 49) 1939
  - Erich Klostermann: Nachruf auf Carl Schmidt.
  - Walther Völker: Fortschritt und Vollendung bei Philo von Alexandrien.
  - Eduard Schwartz: Kyrillos von Skythopolis.
- 5. Band der 4. Reihe (Band 50) 1937
  - Albert Ehrhard: Überlieferung und Bestand der hagiographischen und homiletischen Literatur der griechischen Kirche; Von den Anfängen bis zum Ende des 16. Jahrhunderts. – Teil 1, Die Überlieferung Band 1.
- 6. Band der 4. Reihe (Band 51) 1938
  - Albert Ehrhard: Überlieferung und Bestand der hagiographischen und homiletischen Literatur der griechischen Kirche: von den Anfängen bis zum Ende des 16. Jahrhunderts. – Teil 1, Die Überlieferung Band 2.
- 7. Band der 4. Reihe, 1. Hälfte (Band 52,1) 1943
  - Albert Ehrhard: Überlieferung und Bestand der hagiographischen und homiletischen Literatur der griechischen Kirche: von den Anfängen bis zum Ende des 16. Jahrhunderts. – Teil 1, Die Überlieferung Band 3, erste Hälfte.
- 8. Band der 4. Reihe, 2. Hälfte (Band 52,2) 1952
  - Albert Ehrhard: Überlieferung und Bestand der hagiographischen und homiletischen Literatur der griechischen Kirche: von den Anfängen bis zum Ende des 16. Jahrhunderts. – Teil 1, Die Überlieferung Band 3, zweite Hälfte.
- 10. Band der 4. Reihe (Band 55) 1941
  - Hermann Dörries: Symeon von Mesopotamien; Die Überlieferung der messalianischen Makarios-Schriften.

## Fünfte Reihe
Ab Band 61 wurde Kurt Aland Mitherausgeber, so dass teilweise zusammen mit Klostermann und Eltester drei Herausgeber genannt sind.
- 1. Band der 5. Reihe (Band 56.) 1951
  - Siegfried Morenz: Die Geschichte von Joseph dem Zimmermann, übersetzt, erläutert und untersucht.
- 2. Band der 5. Reihe (Band 57) 1952
  - Walther Völker: Der wahre Gnostiker nach Clemens Alexandrinus.
- 3. Band der 5. Reihe (Band 58) 1954
  - Walter Till und Johannes Leipoldt: Der koptische Text der Kirchenordnung Hippolyts herausgegeben und übersetzt.
- 4. Band der 5. Reihe (Band 59) 1954
  - Walter Jacob: Die Handschriftliche Überlieferung der sogenannten Historia Tripartita des Epiphanius-Cassiodor. zum Druck besorgt durch Rudolf Hanslik. archive.org
- 5. Band der 5. Reihe (Band 60) 1955
  - Walter C. Till: Die gnostischen Schriften des Koptischen Papyrus Berolinensis 8502, herausgegeben, übersetzt und bearbeitet.
- 6. Band der 5. Reihe (Band 61) 1957
  - Joseph Reuss (1904–1986):  Matthäus-Kommentare aus der griechischen Kirche; Aus Katenenhandschriften gesammelt und herausgegeben.
- 7. Band der 5. Reihe (Band 62) 1957
  - Martin Sicherl: Die Handschriften, Ausgaben und Übersetzungen von Iamblichos De Mysteriis; eine kritisch-historische Studie.
- 8. Band der 5. Reihe (Band 63) 1957
  - Kurt Aland, Frank Leslie Cross: Studia Patristica. Vol. I; Papers presented to the Second International Conference on Patristic Studies held at Christ Church, Oxford, 1955; Part I.
- 9. Band der 5. Reihe (Band 64) 1957
  - Kurt Aland, F. L. Cross: Studia Patristica. Vol. II; Papers presented to the Second International Conference on Patristic Studies held at Christ Church, Oxford, 1955; Part II.
- 11. Band der 5. Reihe (Band 66) 1958
  - Eustathius; Amand de Mendieta, Stig Y. Rudberg: Ancienne version latine des neuf homélies sur l’Hexaéméron de Basile de Césarée. Édition critique avec prolégomènes et tables, par Emmanuel Amand de Mendieta et Stig Y. Rudberg.
- 12. Band der 5. Reihe (Band 67) 1958
  - Hans Lietzmann: Kleine Schriften I; Studien zur spätantiken Religionsgeschichte. Hrsg. v. Kurt Aland
- 13. Band der 5. Reihe (Band 68) 1958
  - Hans Lietzmann: Kleine Schriften II; Studien zum Neuen Testament. Hrsg. v. Kurt Aland
- 14. Band der 5. Reihe (Band 69) 1958
  - V. Buchheit: Studien zu Methodios von Olympos.
- 19. Band der 5. Reihe (Band 74) 1962
  - Hans Lietzmann: Kleine Schriften III; Studien zur Liturgie und Symbolgeschichte zur Wissenschaftsgeschichte. Hrsg. von der Kommission für Spätantike Religionsgeschichte.

## Weitere Bände
- Band 161: Johanna Brankaer, Hans-Gebhard Bethge (Hrsg.): Codex Tchacos. Texte und Analysen. De Gruyter, Berlin / New York 2007, ISBN 978-3-11-019570-5.
- Band 184: Philipp Pilhofer: Das frühe Christentum im kilikisch-isaurischen Bergland. Die Christen der Kalykadnos-Region in den ersten fünf Jahrhunderten. De Gruyter, Berlin/Boston 2018, ISBN 978-3-11-057381-7 (Digitalisat).
- Band 188: Philipp Pilhofer (Hrsg.): Das Martyrium des Konon von Bidana in Isaurien. Einleitung, Text und Übersetzung (= Texte und Untersuchungen zur Geschichte der altchristlichen Literatur. Band 188). De Gruyter, Berlin/Boston 2020. ISBN 978-3110641059 (Digitalisat).
- Band 192: Florian S. Rösch: Die koptischen Prochorosakten aus Wien. Einleitung, Text und Übersetzung sowie Übersetzung der griechischen Überlieferung. De Gruyter, Berlin/Boston 2023, ISBN 978-3-11-079620-9.